# Valérie Fourneyron
Valérie Fourneyron (ur. 4 października 1959 w Le Petit-Quevilly) – francuska polityk, lekarka i działaczka samorządowa, parlamentarzystka, a także minister.

## Życiorys
Ukończyła studia lekarskie, specjalizowała się w zakresie medycyny sportu. Od 1989 pracowała jako urzędniczka w Ministerstwie Zdrowia i Sportu. Była oficjalnym lekarzem sportowym drużyn siatkówki i hokeja na lodzie.
Zaangażowała się w działalność polityczną w ramach Partii Socjalistycznej. Obejmowała liczne stanowiska w administracji regionalnej. Była zastępcą mera (1995–2001), radną (2001–2004) i merem (2008–2012) w Rouen. Zasiadała w radzie regionu Górna Normandia (1998–2007) i w radzie departamentu Seine-Maritime (2004–2008). W wyborach parlamentarnych w 2007 została wybrana do Zgromadzenia Narodowego XIII kadencji. W Partii Socjalistycznej początkowo wspierała Martine Aubry w trakcie prawyborów przed wyborami prezydenckimi w 2012, następnie dołączyła do ekipy François Hollande'a, który powołał ją na rzecznika ds. sportu.
16 maja 2012 objęła urząd ministra spraw sportu i młodzieży w rządzie, którego premierem został Jean-Marc Ayrault. Utrzymała mandat poselski w wyborach przeprowadzonych w kolejnym miesiącu. Po dokonanej 21 czerwca 2012 rekonstrukcji pozostała w drugim gabinecie tego samego premiera na dotychczasowym stanowisku. W 2014 zakończyła urzędowanie na stanowisku ministra.
9 kwietnia tegoż roku nominowana na sekretarza stanu ds. handlu, rzemiosła, konsumentów, gospodarki społecznej i solidarności w rządzie Manuela Vallsa, zakończyła urzędowanie 3 lipca tegoż roku z powodów zdrowotnych.